# ふるさとの歌
『ふるさとの歌』は、1971年7月9日に ビクターより発売された、橋幸夫のLP盤でのオリジナルアルバム（SJX-71）である。

## 概要
- 1960年7月5日、『潮来笠』（作詞：佐伯孝夫、作曲：吉田正）でデビューした橋は、その年の年末、初のベストアルバムとなる『橋幸夫傑作集』（第1集）をリリースし[2]、その後、『橋幸夫オールヒットメロディー』集、『橋幸夫スレテオハイライト』集など40数枚のベスト盤をリリースした。
- オリジナルアルバムは、デビュー5年目から取り組み、初期はオリジナル曲というより、民謡や戦前・戦後の名曲をカバーしたものが中心であったが、1970年にリリースした「橋幸夫12の愛を歌う」では、カバーやシングル曲は含まれず、楽曲は全てオリジナル曲となっている（シングルカットもない）。
- 本作は「新しい故郷の歌を創ろうというコンセプト」のオリジナルアルバムで、「橋幸夫12の愛を歌う」では1曲ごとに異なる作詞家、作曲家により制作されていたのに対し、本作は6組の作詞・作曲家コンビによる各2曲ずつという構成となっている。作詞家の山上路夫と作曲家の猪俣公章はアルバムでは初めて、阿久悠と中村泰士はシングルも含め今回初めて組む作家となっている[1]。

## 収録曲
A面
1. 波の子守唄
　作詞：佐伯孝夫、作曲：吉田正、編曲：寺岡真三
2. 千本松原
　作詞：阿久悠、作曲：平尾昌晃、編曲：小谷充
3. あゝふるさとは幾山河
　作詞：吉川静夫、作曲：猪俣公章、編曲：竹村次郎
4. 小島の春
　作詞：橋本淳、作曲：中村泰士、編曲：有明春樹
5. 板東太郎
　作詞：山上路夫、作曲：いずみたく、編曲：親泊正昇
6. ねんねん子守唄
　作詞：岩谷時子、作曲：鈴木淳、編曲：船木謙一

B面
1. 雪国の子守唄
　作詞：橋本淳、作曲：中村泰士、編曲：有明春樹
2. 木こり一代
　作詞：山上路夫、作曲：いずみたく、編曲：親泊正昇
3. 娘のままでいておくれ
　作詞：岩谷時子、作曲：鈴木淳、編曲：船木謙一
4. 草笛は悲しく
　作詞：佐伯孝夫、作曲：吉田正、編曲：寺岡真三
5. 哀愁おばこ
　作詞：吉川静夫、作曲：猪俣公章、編曲：竹村次郎
6. 恋島涙島
　作詞：阿久悠、作曲：平尾昌晃、編曲：小谷充